# Hansa-Theater
 (avril 2023).
Hansa-Theater est un théâtre situé dans le quartier St. Georg de Hambourg, en Allemagne.

## Histoire

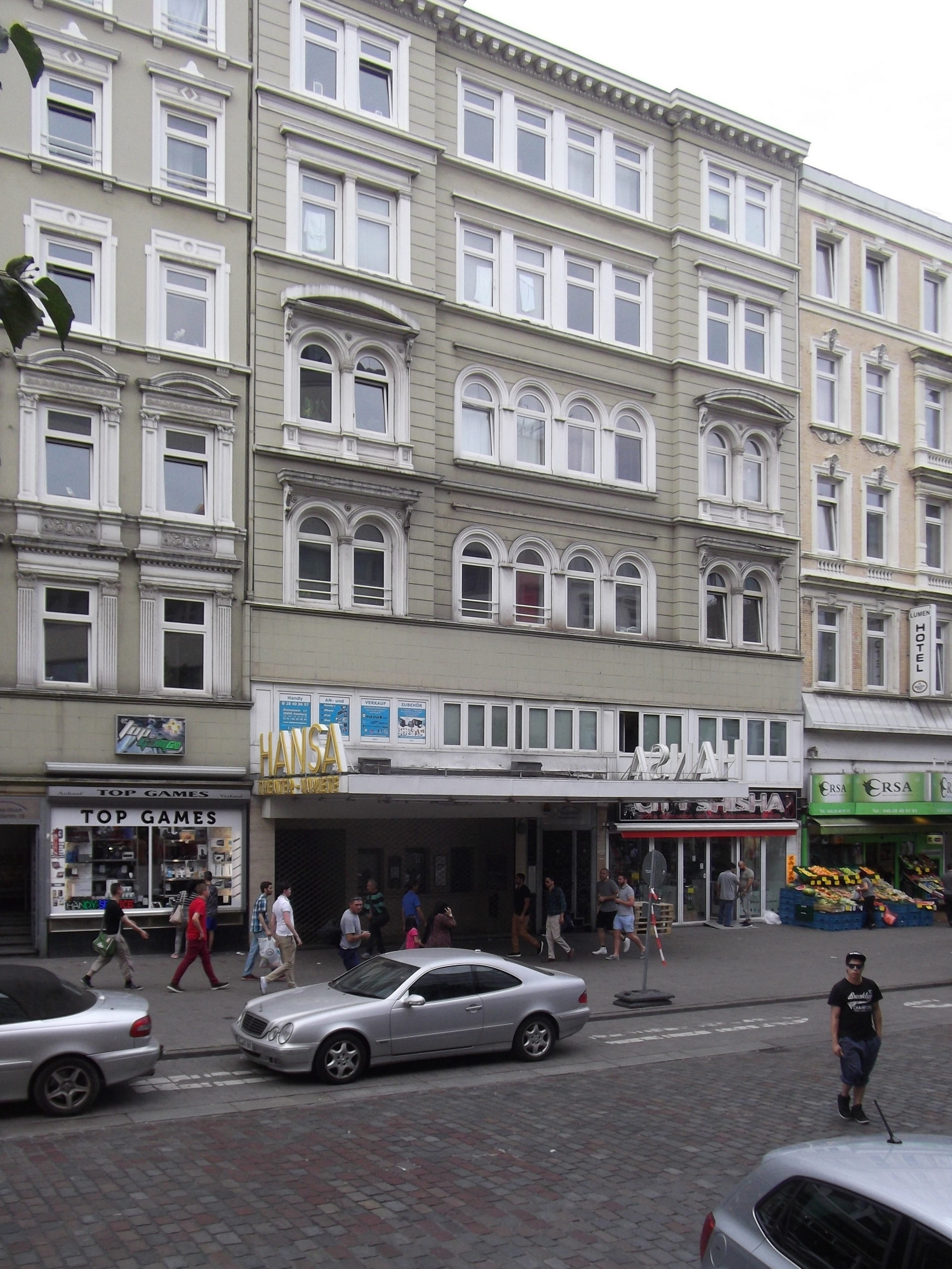
Hansa-Theater.

Il a longtemps été le seul théâtre de variétés classique restant en République fédérale. 
Fondé en 1893, le théâtre privé, dont les locaux sont restés pratiquement inchangés depuis 1953, a cessé de jouer pendant quelques années en 2001. Depuis 2009, il est à nouveau utilisé comme théâtre de variétés pendant le semestre d'hiver. Depuis 2020, le théâtre est ouvert toute l'année.